# Sericinus montela
Sericinus montela är en fjärilsart som beskrevs av Gray 1852. Sericinus montela ingår i släktet Sericinus och familjen riddarfjärilar. Inga underarter finns listade i Catalogue of Life.

## Bildgalleri

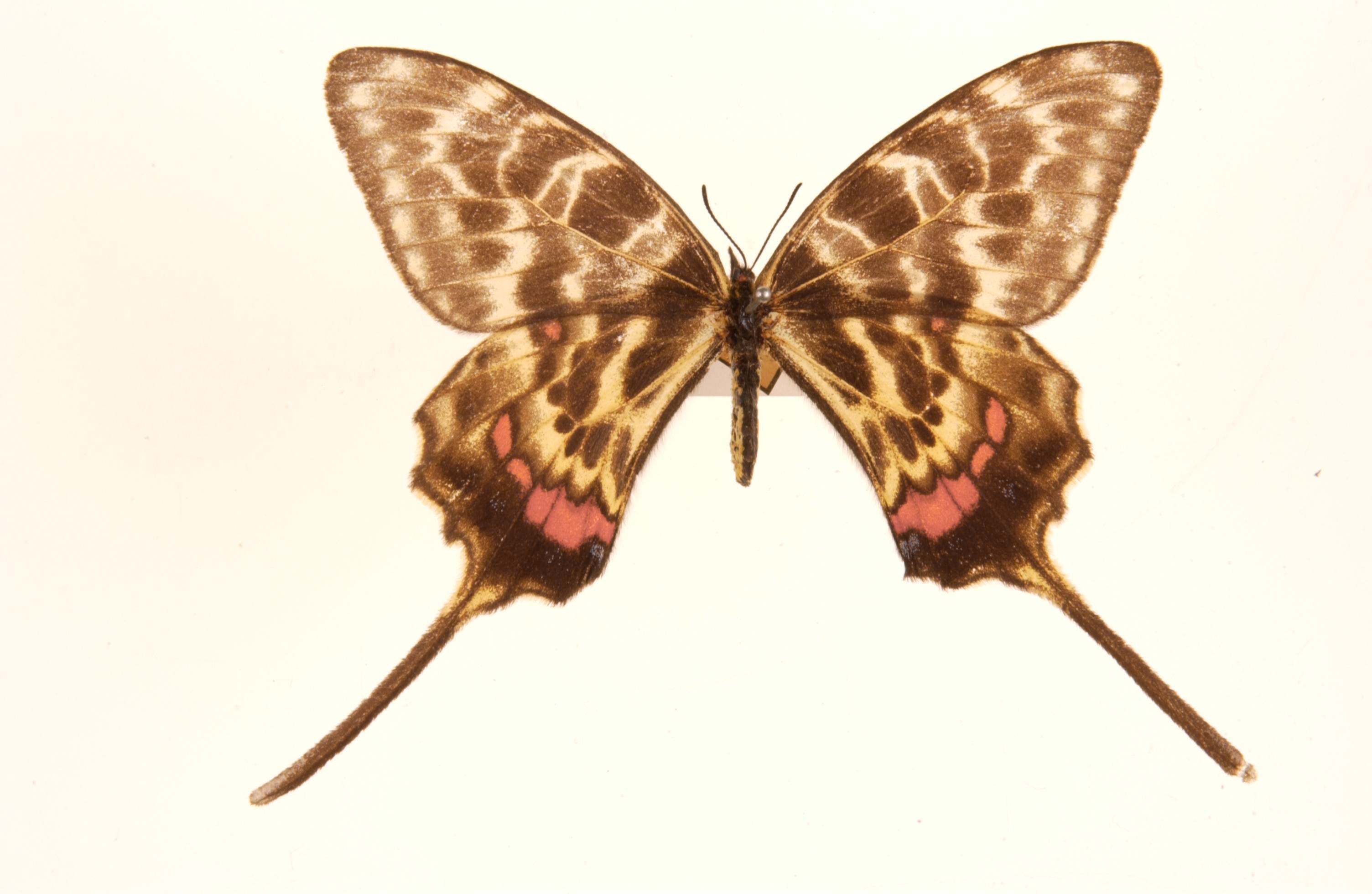
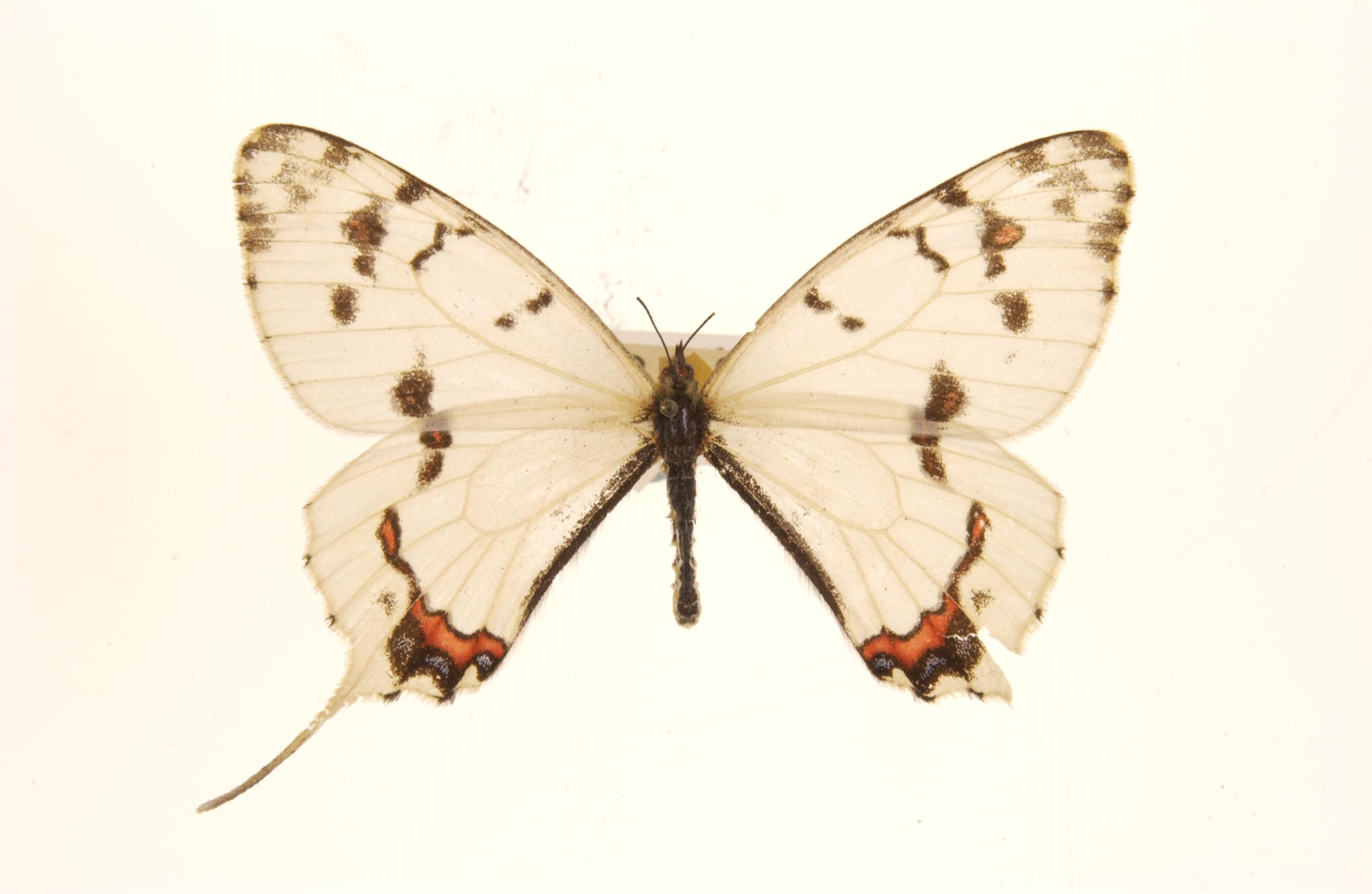
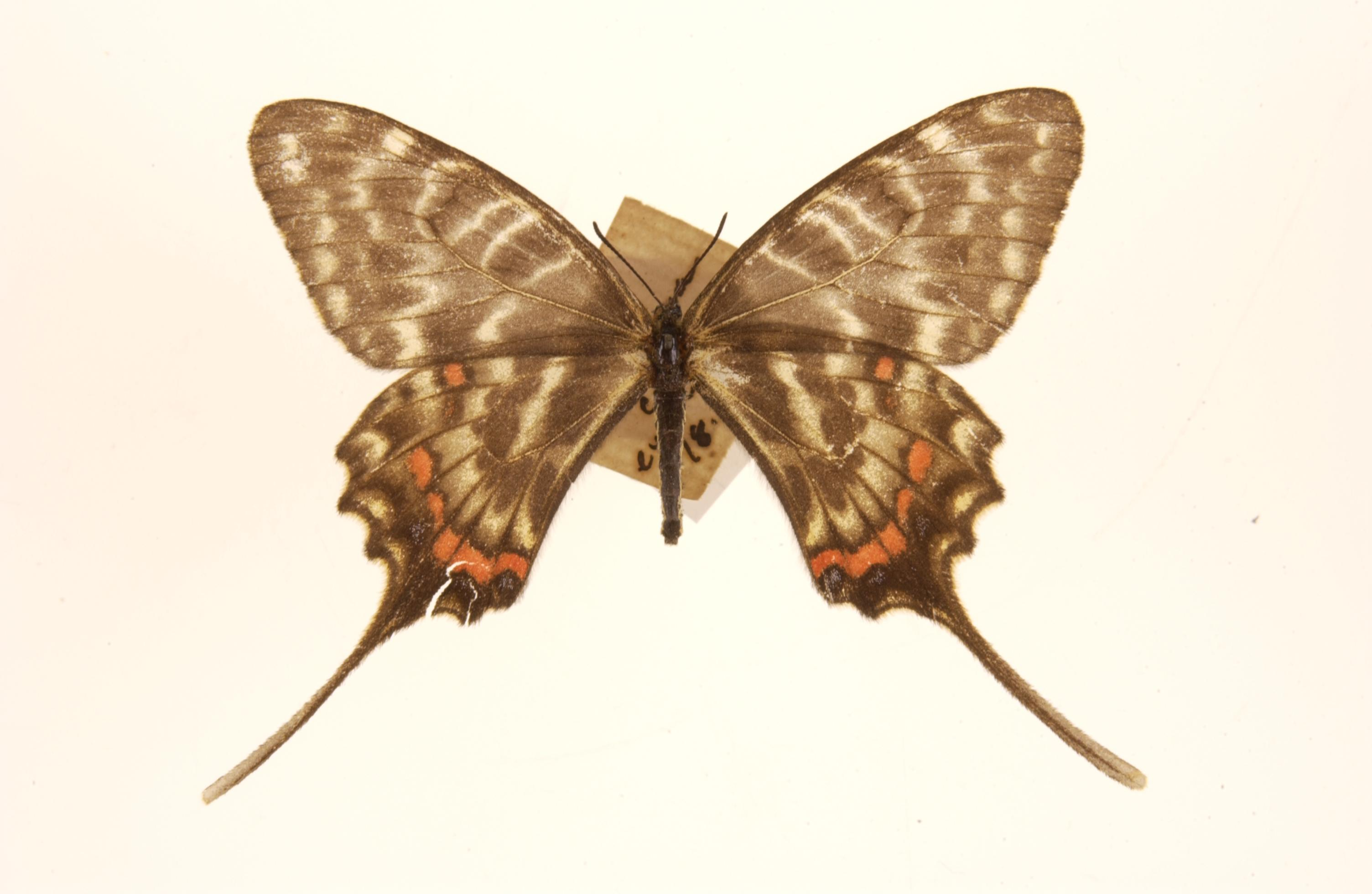
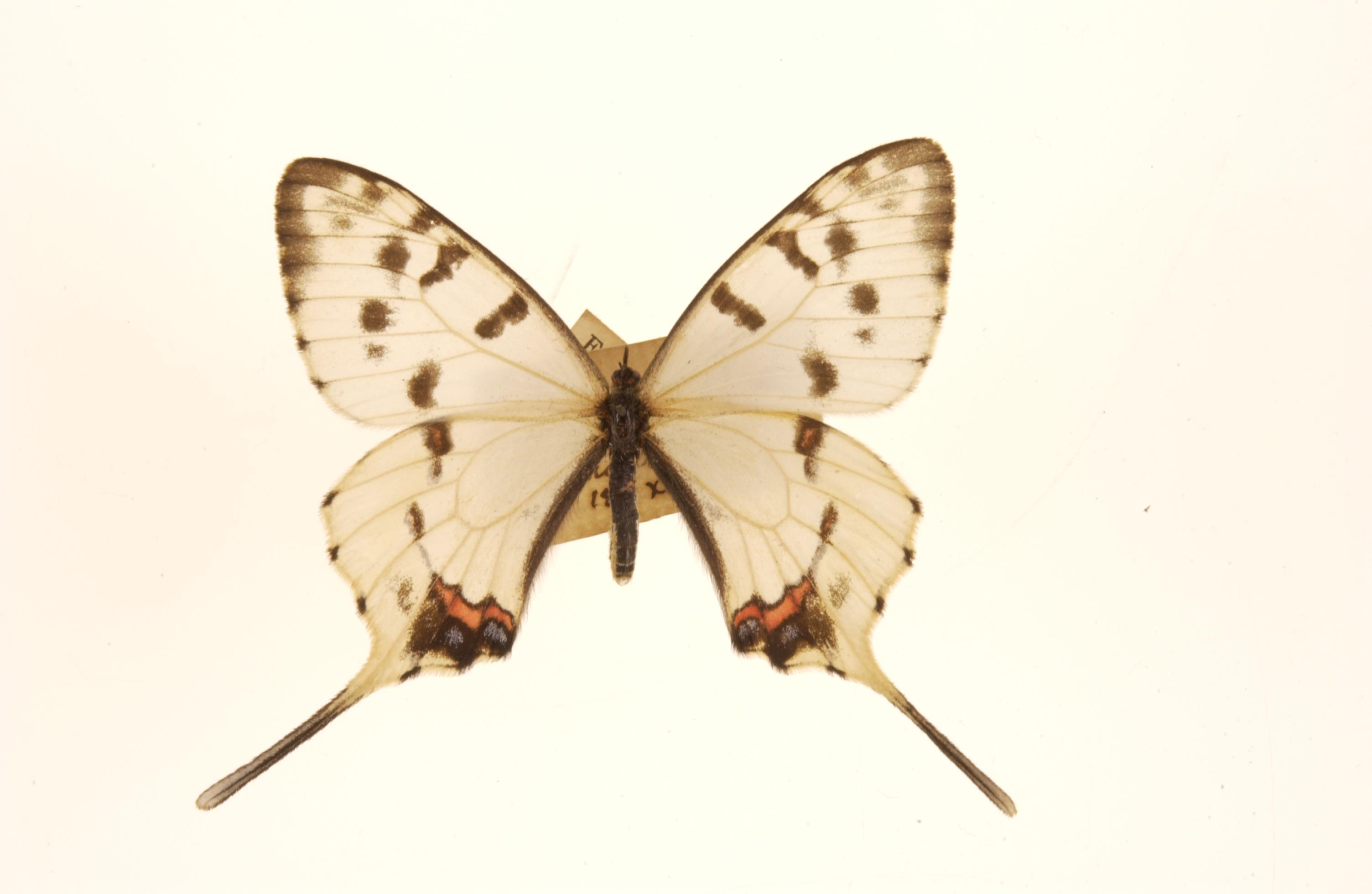
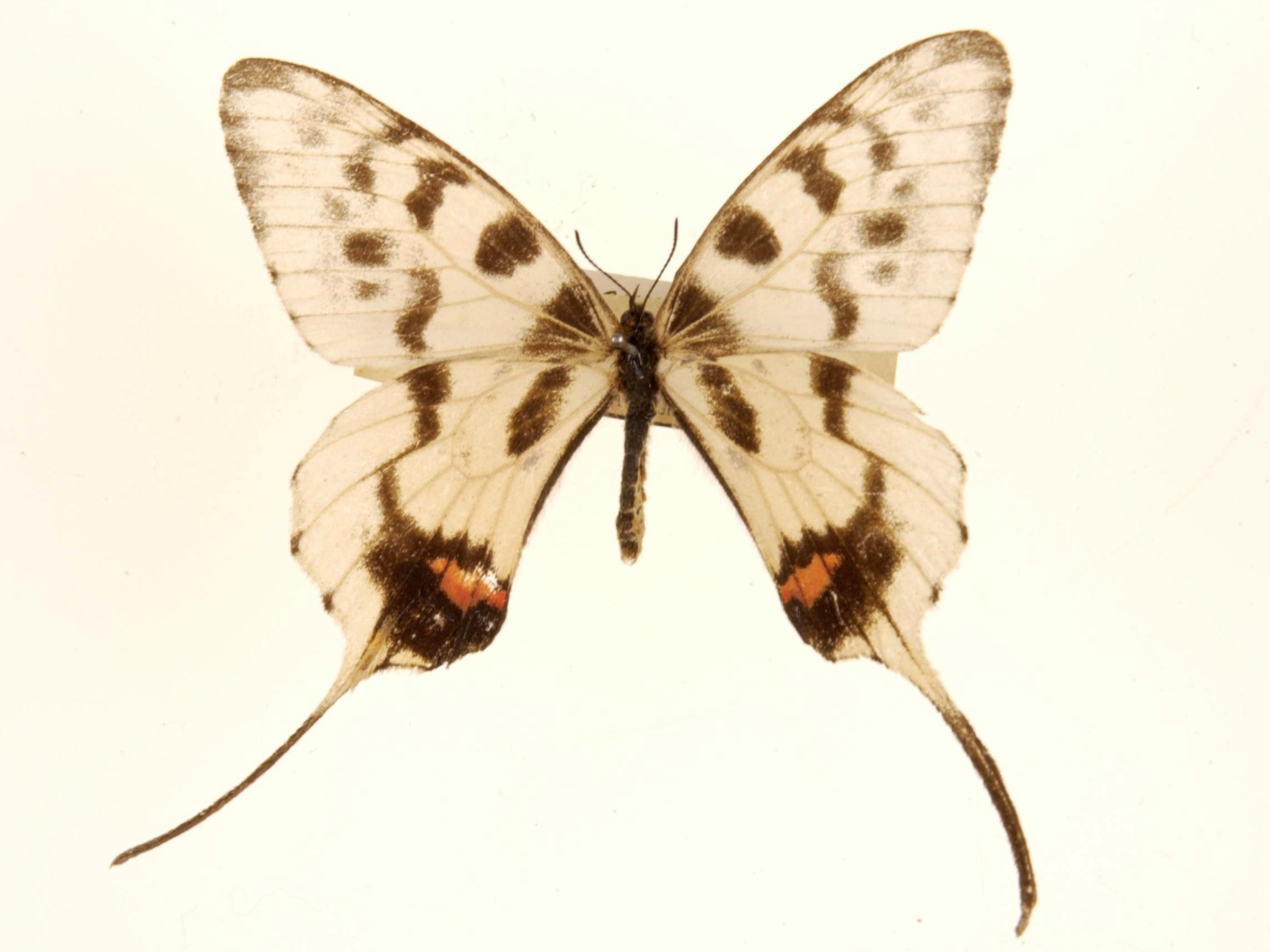